# Graphogaster orientalis
Graphogaster orientalis là một loài ruồi trong họ Tachinidae.